# 鄂霍次克區

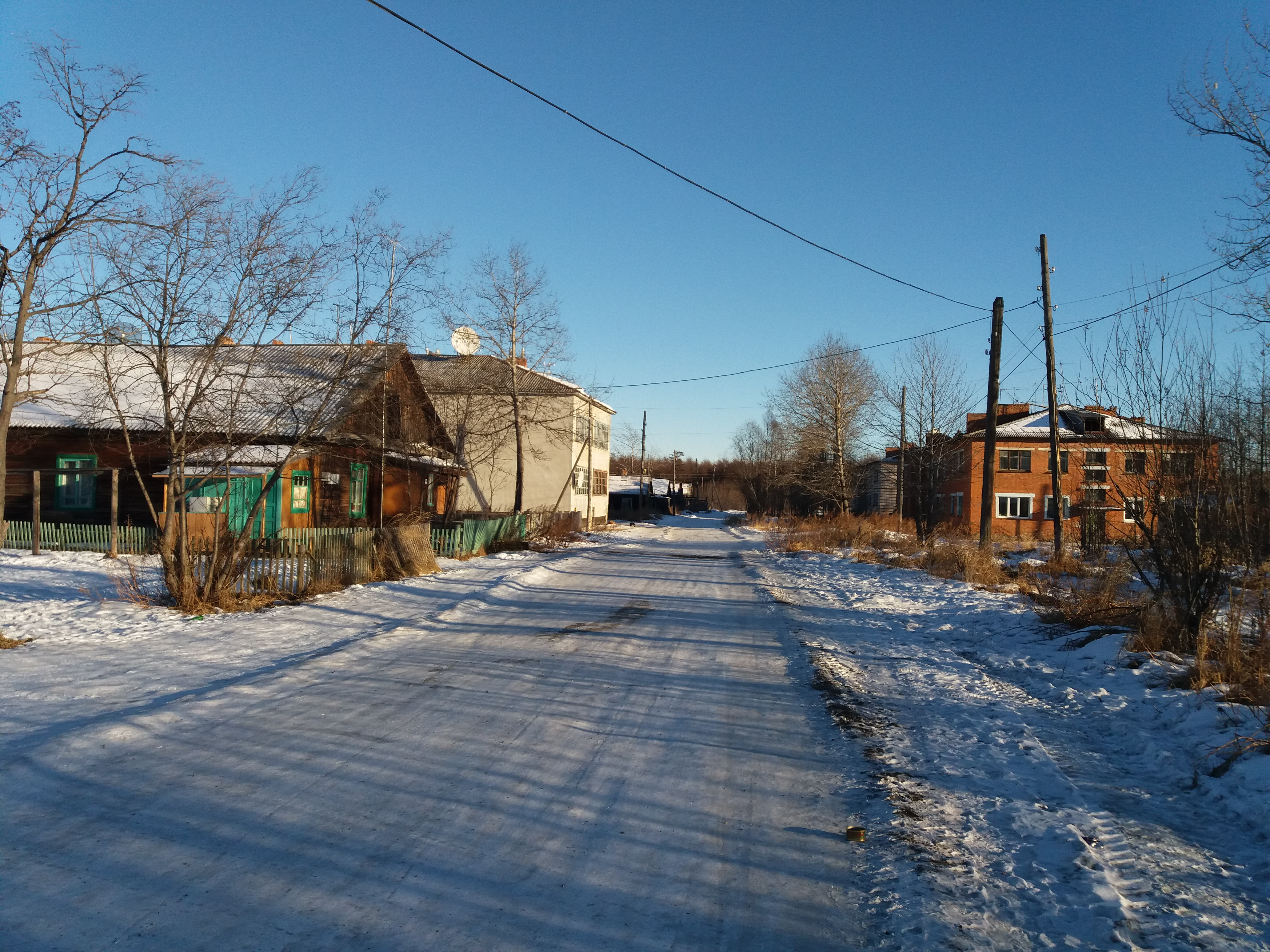

60°N 142°E / 60°N 142°E
鄂霍次克區（俄语：Охотский район），是俄羅斯的一個區，位於該國東部，由哈巴羅夫斯克邊疆區負責管轄，面積158,517.8平方公里，2010年人口8,197，人口密度每平方公里0.05人。